# 天草市立深海小学校
天草市立深海小学校（あまくさしりつ ふかみしょうがっこう）は、かつて熊本県天草市深海町に存在した小学校。2017年に閉校した。

## 沿革
- 1874年（明治7年） - 橋口正直宅を借りて深海小学校を開く。
- 1877年（明治10年） - 原田元貞宅へ移転。
- 1892年（明治25年） - 尋常科制実施。
- 1895年（明治28年） - 浅海分校、下平分校設置。
- 1903年（明治36年） - 深海尋常高等小学校となる。
- 1941年（昭和16年）4月1日 - 深海国民学校と改称。
- 1947年（昭和22年）4月1日 - 深海村立深海小学校と改称。
- 1954年（昭和29年）7月1日 - 牛深市立深海小学校と改称。
- 1958年（昭和33年）深海小学校の校歌が作られた。作詞は当時の校長 池永時夫[1]、作曲は元ジャズピアニストでCM作曲家の小倉靖[2]。
- 1966年（昭和41年） - 浅海分校が独立し、浅海小学校となる。
- 1974年（昭和49年） - 創立百周年記念碑建立。
- 1978年（昭和53年） - 下平分校休校。
- 1979年（昭和54年） - 下平分校開校。
- 1980年（昭和55年） - 校庭の楠が市の指定文化財（天然記念物）となる。[3]

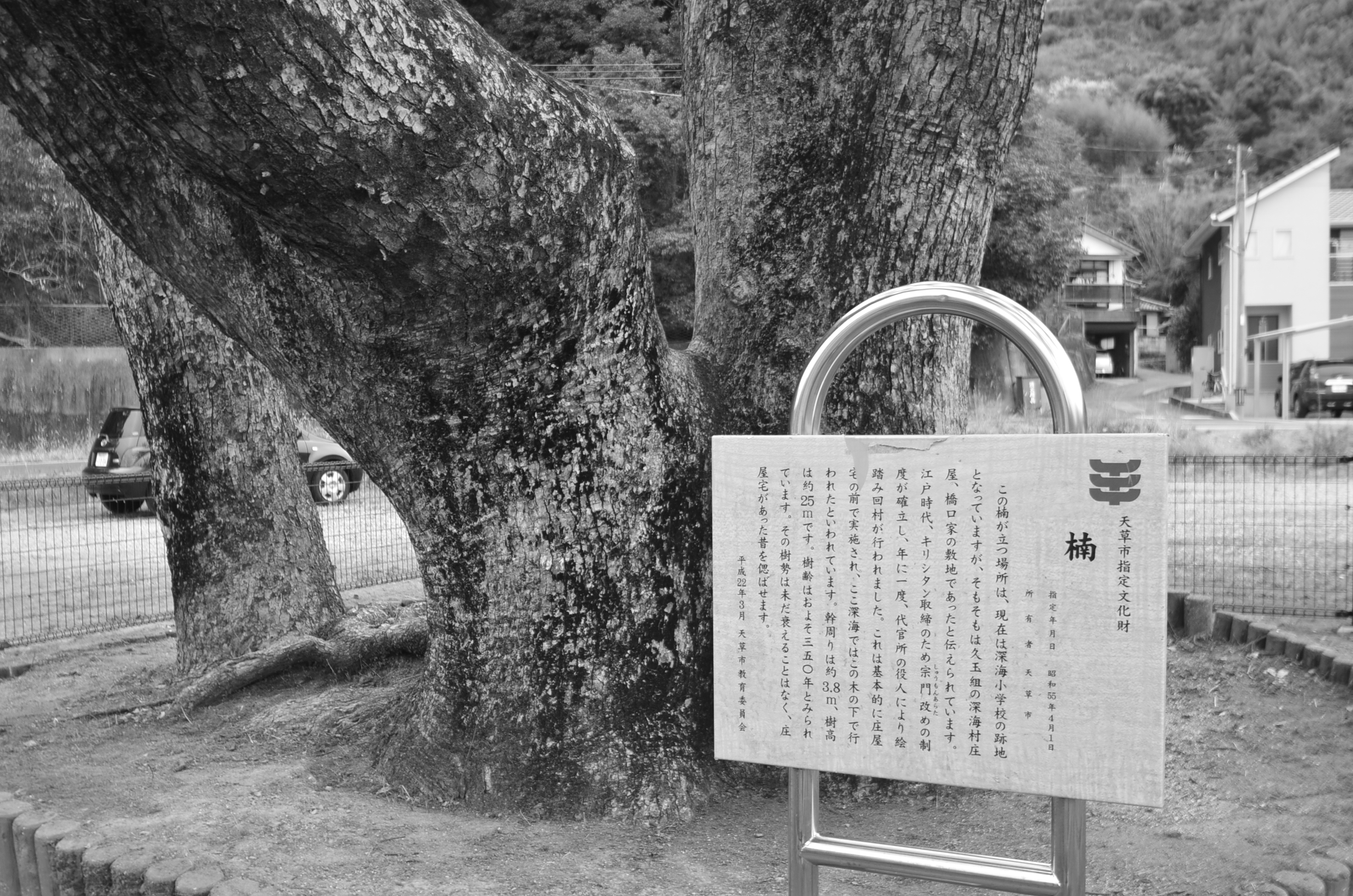
天草市立深海小学校（旧校舎）跡地にある楠と天草市指定文化財の記念碑（撮影日：2017-02-24）

- 2000年（平成12年） - 下平分校廃止。
- 2006年（平成18年）
  - 3月27日 - 牛深市が市町村合併により天草市の一部となったことに伴い、天草市立深海小学校と改称。
  - 3月31日 - 深海中学校が閉校。浅海小学校を統合。
- 2007年（平成19年）4月1日 - 元深海中学校へ校舎移転。
- 2012年（平成24年）2月 - 旧深海小学校校舎解体。[4][5]

校舎解体時の廃棄を免れた昭和59年3月の卒業制作

- 2017年（平成29年）- 天草市立久玉小学校と統合し、天草市立牛深東小学校となり、深海小学校は閉校。[6]
  - 2月19日 - 閉校記念式典を開催。[7]
  - 3月 - 深海小学校閉校記念誌を発刊。[1]

## 旧校舎

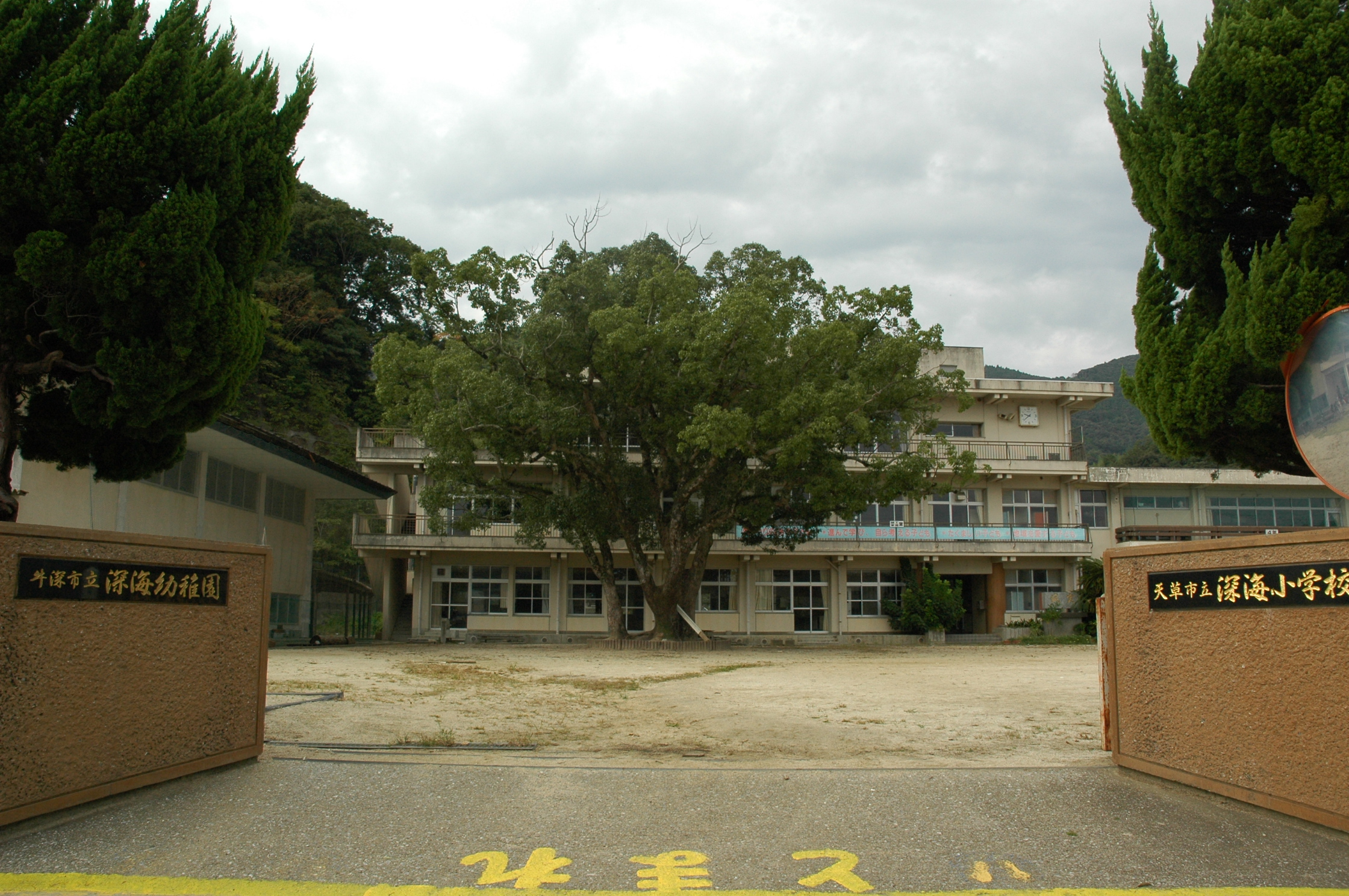
深海小学校（旧校舎）（撮影日：2008-10-25）
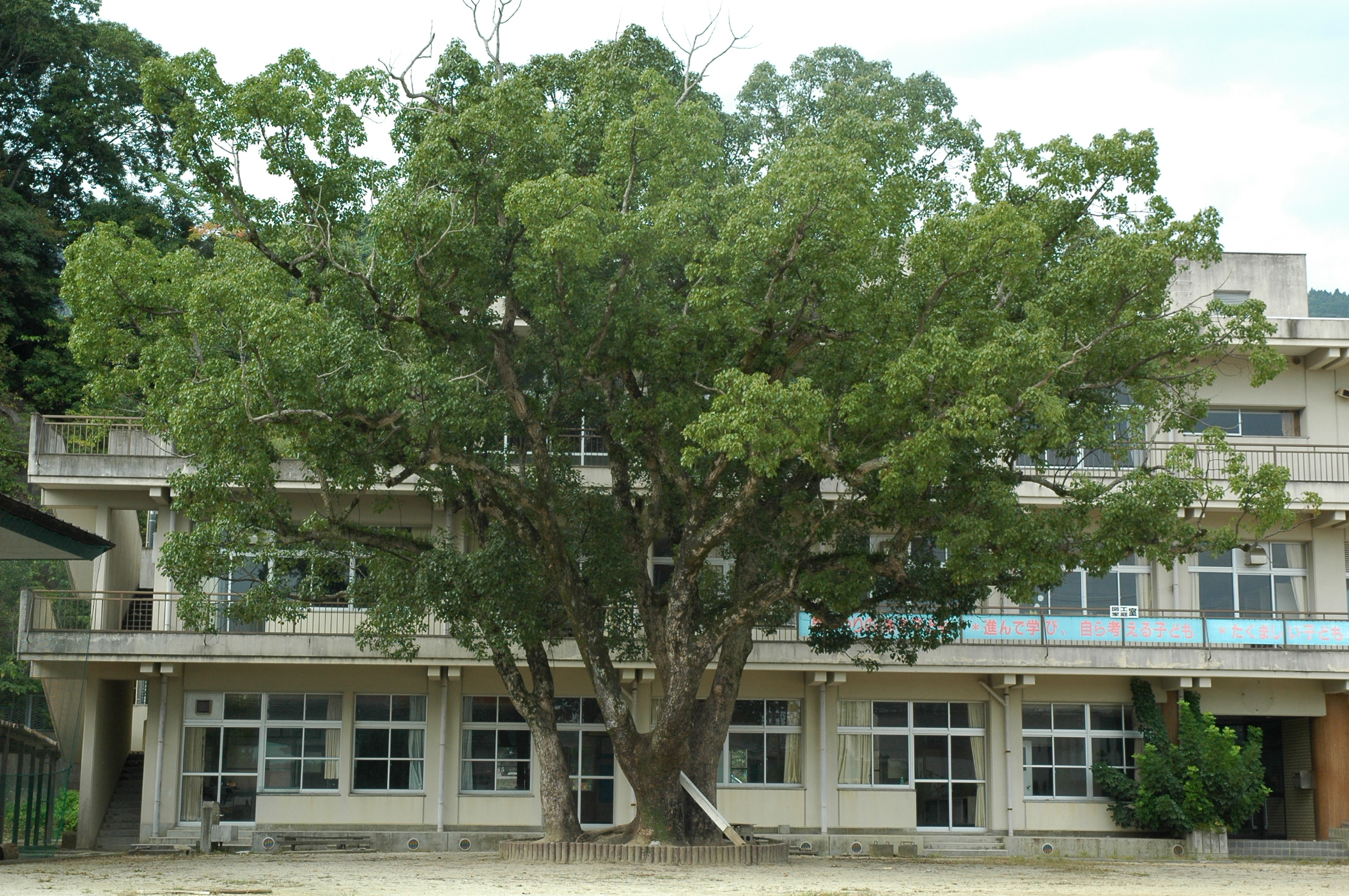
深海小学校（旧校舎）および楠（撮影日：2008-10-25）
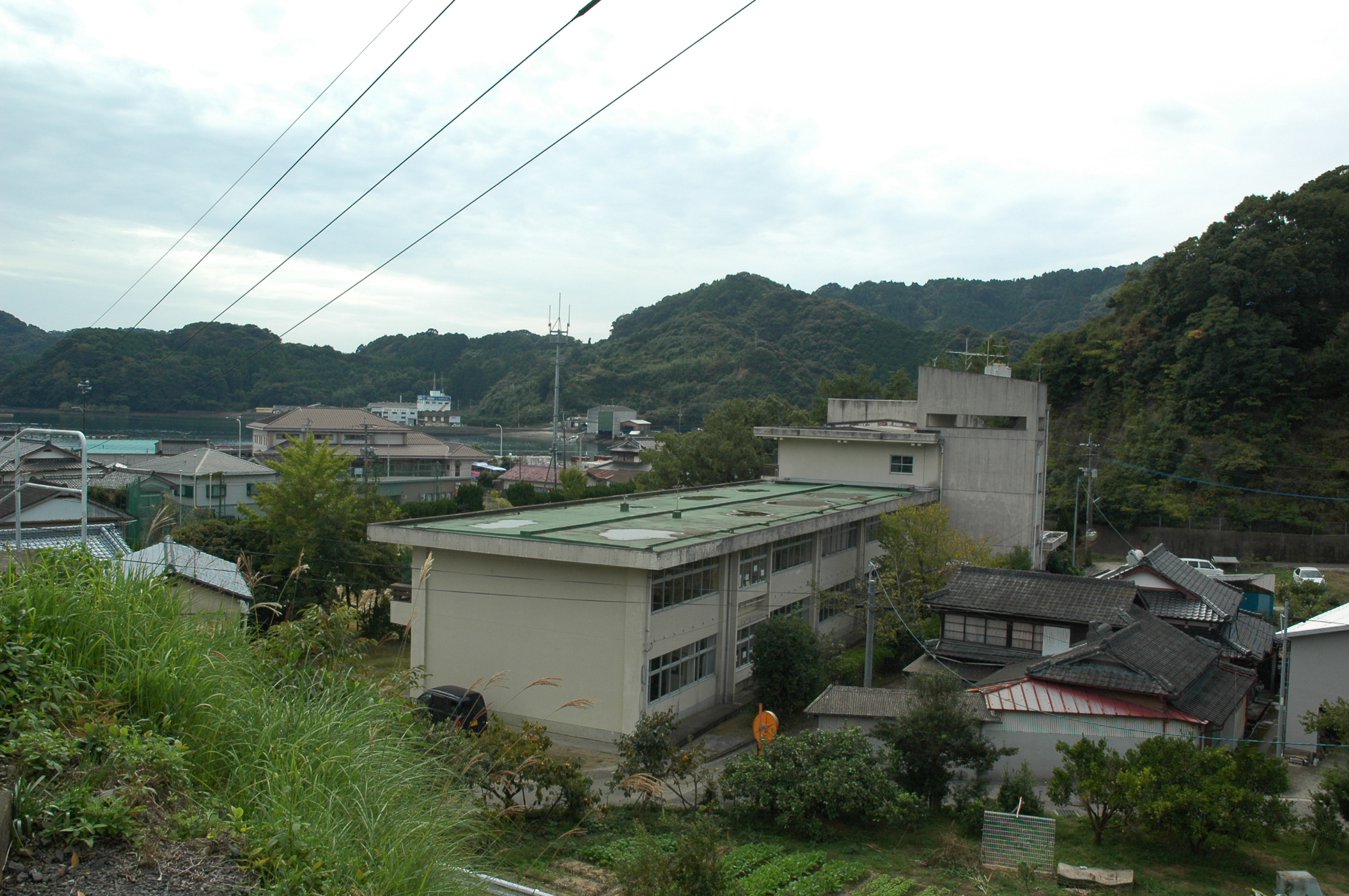
深海小学校（旧校舎）東側から（撮影日：2008-10-25）

## 学校周辺
- 熊本県道288号深海線
- 深海湾